# Lobos de Tlaxcala
Club Deportivo Lobos de Tlaxcala, im Allgemeinen bekannt als Lobos de Tlaxcala, war ein Fußballverein aus Tlaxcala, der Hauptstadt des Bundesstaates Tlaxcala in Mexiko. 
Der CD Lobos war lange Zeit der einzige Fußballverein, der den kleinsten Bundesstaat Mexikos in der zweiten Liga vertrat. Später wurde Tlaxcala noch einmal für eine Saison (2003/04) durch die Guerreros de Tlaxcala in der Primera División 'A' vertreten. Heimspielstätte beider Vereine war das Estadio Tlahuícole.

## Vereinsgeschichte
Der Verein wurde in der Mitte der 1970er Jahre gegründet, um einen Startplatz in der Tercera División zu erhalten. In der Saison 1978/79 schaffte die vorwiegend aus jungen Talenten der Region bestehende Mannschaft den Aufstieg in die Segunda División. 
Um für die zweite Liga gewappnet zu sein, wurde eine Kooperation mit dem Club América vereinbart und als Trainer Antonio Jasso, WM-Teilnehmer von 1962, geholt. Die Ergebnisse der Saison 1979/80 waren jedoch weniger gut als erwartet und die Kooperation mit América wurde wieder gelöst. Ein neues Kooperationsabkommen sicherte die Unterstützung des Puebla FC, der für die Saison 1980/81 sowohl finanzielle Mittel als auch junge Nachwuchsspieler zur Verfügung stellte. Erneut stellte sich der gewünschte Erfolg nicht ein und nachdem die Mannschaft in der folgenden Saison 1981/82 nur den letzten Tabellenplatz belegt hatte, stieg sie in die neu ins Leben gerufene Segunda División 'B' ab. Die Verantwortlichen, die weitere unkontrollierbare Ausgaben scheuten, verkauften die Lizenz daher an das Instituto Mexicano del Seguro Social (IMSS), das eine eigene Mannschaft in dieser Liga antreten ließ. Etwa zur selben Zeit rief das IMSS eine weitere Mannschaft ins Leben, die bald darauf den Sprung in die Primera División schaffte und dort noch heute spielt: Santos Laguna.